# Partit Socialista Laborista de Gibraltar

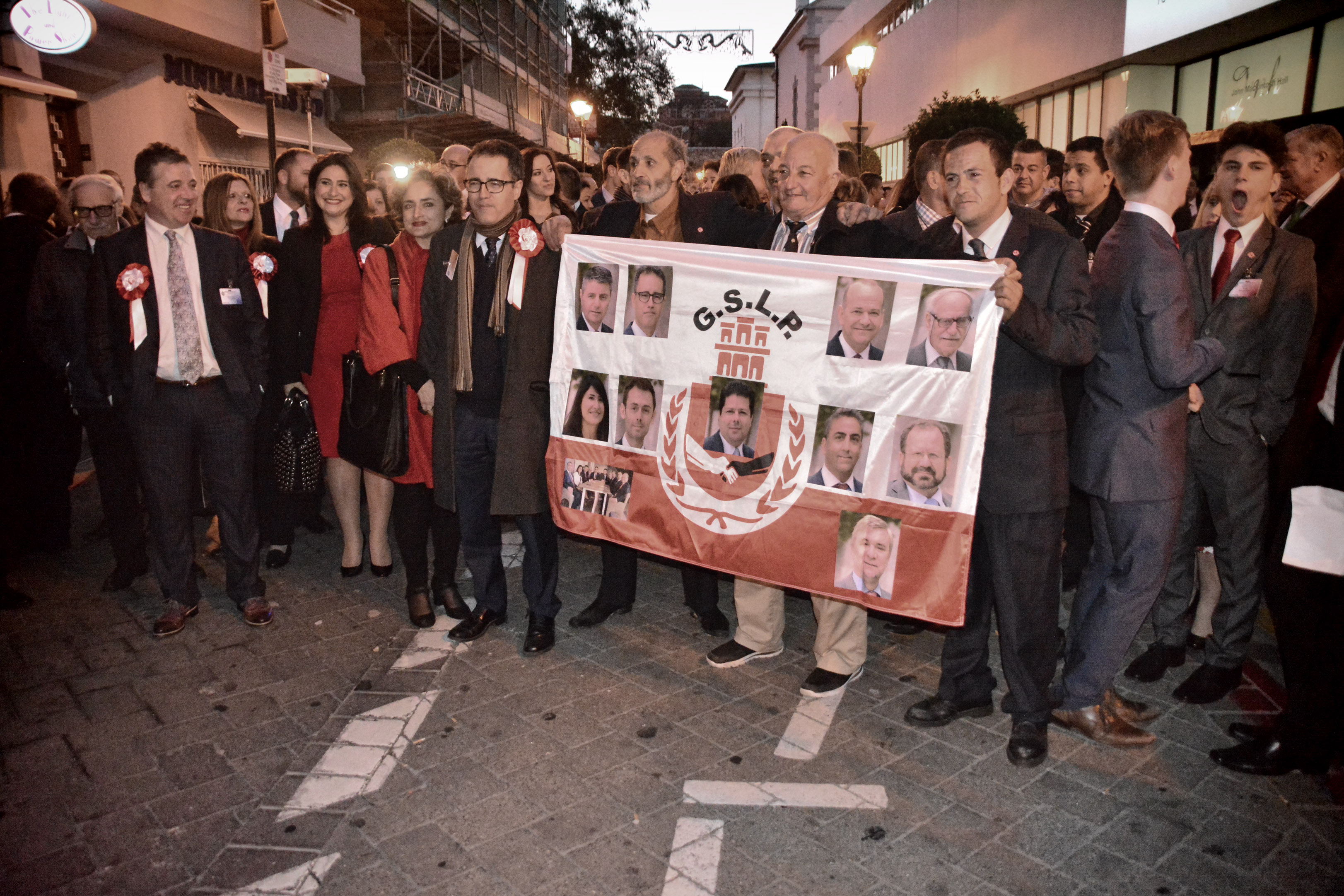
Membres vencedors del GSLP en les eleccions de 2015.

El Partit Socialista Laborista de Gibraltar (en anglès: Gibraltar Socialist Labour Party, GSLP) és un partit polític del Territori Britànic d'Ultramar de Gibraltar. Fundat el 1978, és el partit polític més antic dels que avui existeixen en el penyal. Des de 2011 governa a través del Ministre Principal de Gibraltar, l'advocat i polític Fabian Picardo. Des de 2003 el GSLP forma una coalició electoral amb el Partit Liberal de Gibraltar, que actualment és el seu soci de govern.
D'origen sindical, el GSLP va ser fundat per Joe Bossano, líder gibraltareny del Sindicat General de Transports, amb presència el Regne Unit. Bossano va ser Ministre Principal de Gibraltar durant 8 anys, de 1988 a 1996, i president del GSLP fins a 2011, any en què fou succeït per Picardo.
Igual que la resta de partits polítics gibraltarenys, el GSLP reclama el dret d'autodeterminació per a Gibraltar i s'oposa a qualsevol negociació sobre canvis en la possessió o sobirania gibraltarenya. El GSLP no considera que la Constitució gibraltarenya de 2006 hagi estat un mecanisme vàlid per a descolonitzar el penyal, situació a la qual, segons ells, només s'arribaria amb autogovern ple per a Gibraltar, i sol·licita permanentment la participació de les autoritats gibraltarenyes en el Comitè de Descolonització de l'ONU. La política del GSLP es caracteritza per la seva hostilitat amb Espanya, oferint un menor nivell de cooperació que el que concedia el Partit Socialdemòcrata en els seus anys de govern. Des de la tornada al poder del GSLP ha augmentat el número i la importància dels incidents diplomàtics amb Espanya.